# Карабюк
Карабюк (тур. Karabük) — город и район в Турции, административный центр ила Карабюк. Находится в 200 км к северу от Анкары и в 115 км к юго-востоку от Зонгулдака. В Карабюке расположен один из крупнейших производителей стали в Турции — «Kardemir».

## История
В первые годы Республики это была небольшая деревушка и железнодорожная станция. Из-за богатых месторождений железа место стало активно разрабатываться, и уже в 1939 году там был построен один из первых металлургических заводов в Турции. В 1953 году город получил статус района, а в 1995 году стал центром ила.